# Wario Land (serie)
Wario Land es una saga de videojuegos de plataformas protagonizada por Wario, personaje de la compañía Nintendo y antagonista de Mario. La franquicia comenzó en 1994 con el lanzamiento del juego Wario Land: Super Mario Land 3 para Game Boy y desde entonces han ido apareciendo varios títulos de la saga, la cual cuenta actualmente con 6 juegos que han ido pasando por diversas consolas de Nintendo.
Todos los juegos de la saga han sido desarrollados por Nintendo R&D1 a excepción de las dos últimas entregas, Wario: Master of Disguise y Wario Land: The Shake Dimension, desarrollados por Suzak y por Good Feel Inc. respectivamente.
Esta saga surgió a partir de los juegos de Super Mario Land, debutando Wario en el videojuego Super Mario Land 2: 6 Golden Coins como jefe final del juego y tomando el papel de protagonista en el siguiente título, Wario Land: Super Mario Land 3.

## Juegos de Wario Land
La saga de juegos de Wario Land cuenta a día de hoy con 6 
títulos en diferentes consolas de Nintendo. Según el orden en que han ido apareciendo, estos son los títulos de la saga:

### Wario Land: Super Mario Land 3(GB - 1994)
Es el primer título de la saga y llegó a Game Boy en 1994. Es el primer juego en el que Wario toma el papel de protagonista y su historia comienza justo después del final de Super Mario Land 2: 6 Golden Coins, narrando las historias de Wario a partir de entonces. La única meta de Wario es conseguir las mayores cantidades de dinero posible en un esfuerzo de comprar su propio gran castillo y poner a Mario celoso.

### Virtual Boy Wario Land(VB - 1995)
Es el segundo título de la saga y llegó a Virtual Boy en 1995. La historia narra las aventuras de Wario en una jungla del Amazonas, donde tras seguirle la pista a una serie de monstruos enmascarados descubre que guardan un enorme tesoro en una cueva tras una cascada y trata de arrebatárselo.

### Wario Land 2(GB - 1998 / GBC - 1999)
Es el tercer título de la saga y llegó a Game Boy en 1998 y a Game Boy Color en 1999, siendo el primer título "first-party" en llegar a ambas consolas. En esta ocasión es Wario la víctima de un robo en su castillo mientras él estaba durmiendo. Al darse cuenta de que le habían robado sus preciados tesoros y estar seguro de quién se los había robado, decide ir en su busca para recuperar lo que es suyo.

### Wario Land 3(GBC - 2000)
Es el cuarto título de la saga y llegó a Game Boy Color en 2000. En esta entrega se cuenta como Wario sufre un accidente mientras volaba en su avión y termina perdido en el bosque entre árboles y malezas. Vagando por el bosque, Wario encuentra una misteriosa cueva donde se halla una caja de música mágica que posteriormente termina absorbiéndole adentro de la misma. Wario debe apañárselas para conseguir salir de ella y, ya puestos, llevarse un saco lleno de monedas a casa.

### Wario Land 4(GBA - 2001)
Es el quinto título de la saga y llegó a Game Boy Advance en 2001. En esta ocasión, tras leer un artículo sobre una pirámide dorada en medio de un bosque y la maldición que cayó sobre la Princesa Shokora, Wario decide ir inmediatamente en busca de dicha pirámide. Wario tiene que hacer lo posible para poder acceder al interior de la pirámide y poder llevarse los tesoros que en ella se encuentran a la vez que libera a la Princesa Shokora de su maldición, aunque esto último sin buscarlo.

Wario: Master of Disguise (Nintendo DS - 2007)
Aunque no se le considera como un juego que forma parte de la saga, sigue siendo otro juego enfocado en la recolección de tesoros por parte de Wario. En este título Wario se mete a la televisión por medio de un aparato para robar las riquezas que se mostraban en un programa. No pasa mucho en su aventura para toparse con Conde Pannoli, el mejor ladrón cazatesoros del mundo. Wario, en compañía de su nueva varita Simón, deberá usar los poderes que los disfraces otorgados por Simón le dará para atravesar mundos y conseguir tantos tesoros como pueda, conociendo a más rivales en el camino. Al final Wario logra su cometido y sale de la televisión, sin embargo todas las riquezas que recolectó se quedaron en la televisión, dejando a Wario con las manos vacías.

### Wario Land: The Shake Dimension(Wii - 2008)
Es el sexto (y hasta ahora último) título de la saga, llegando a Wii en 2008. En esta entrega Wario duerme plácidamente en su coche hasta que de repente llega un gran paquete que contenía un globo terráqueo antiguo junto con una nota de parte de la Capitana Sirope, contándole a Wario la historia que encierra el globo antiguo y diciéndole que en él se hallaba un magnífico tesoro. En ese momento surge de pronto un pequeño merfle del globo, y a pesar de que en principio Wario no le presta atención alguna a su historia, cambia radicalmente de opinión tras oírle decir la palabra "tesoro", accediendo a acompañarle a la "Dimensión Agitada" que se halla dentro del globo.